# Łabędź (Jonkowo)
Łabędź (deutsch Labens, 1938 bis 1945 Gulben) ist ein untergegangener Ort in der polnischen Woiwodschaft Ermland-Masuren. Seine Ortsstelle liegt im Gebiet der Gmina Jonkowo (Landgemeinde Jonkendorf) im Powiat Olsztyński (Kreis Allenstein).

## Geographische Lage
Die Ortsstelle von Łabędź liegt im Westen der Woiwodschaft Ermland-Masuren, 21 Kilometer nordwestlich der Stadt Olsztyn (deutsch Allenstein).

## Geschichte
Das einstige Golbien, um 1785 Labendz und nach 1820 Labens genannt, bestand aus lediglich einem kleinen Hof. Am 26. Januar 1374 wurde das Gut durch den Preußen Hannikony de Littow gegründet. 1574 erfolgte seine Überlassung als Lehen an den Burggrafen Peter Pfaff von Allenstein. 
Der Gutsbezirk Labens kam 1874 zum neu errichteten Amtsbezirk Kockendorf im ostpreußischen Kreis Allenstein. Im Jahre 1905 wurde das Gut von neun Menschen bewohnt.
Am 30. September 1928 verlor das Gut Labens seine Eigenständigkeit und wurde in den Nachbarort Schaustern (polnisch Szałstry) eingemeindet. Aus politisch-ideologischen Gründen der Abwehr fremdländisch klingender Ortsnamen wurde Labens am 3. Juni – amtlich bestätigt am 16. Juli – 1938 in „Gulben“ umbenannt.
Nach der Abtretung des gesamten südlichen Ostpreußen 1945 in Kriegsfolge an Polen erhielt Gulben die polnische Namensform „Łabędź“. Der Ort wird heute offiziell nicht mehr genannt, er scheint auch nach 1945 nicht mehr bewohnt worden zu sein. Sein Name findet sich manchmal in Kartenwerken. Der Ort scheint in Szałstry aufgegangen zu sein.

## Kirche
Bis 1945 war Labens resp. Gulben in die evangelische Kirche Allenstein in der Kirchenprovinz Ostpreußen (polnisch Olsztyn) der Kirche der Altpreußischen Union, außerdem in die römisch-katholische Pfarrei Neu Kockendorf (polnisch Nowe Kawkowo) im Bistum Ermland eingegliedert.

## Verkehr
Zur Ortsstelle von Łabędź führen Landwege von Szałstry (Schaustern) und von Bobry.